# Leo Erdody
Leo Erdody (* 17. Dezember 1888 in Chicago; † 5. April 1949 in Los Angeles, Kalifornien) war ein US-amerikanischer Komponist, Liedtexter, Autor, Dirigent und Violinist, der 1945 mit seiner Musik für das Filmdrama Minstrel Man für einen Oscar nominiert war.

## Leben
Erdody war ein amerikanischer Filmkomponist mit ungarischen Wurzeln. Sein Vater war Dirigent und von edler Abstammung, was ein Grund sein könnte, dass auch er sich gelegentlich nur durch seinen Nachnamen definierte. Er studierte in Deutschland Musik bei dem österreichisch-ungarischen Violinisten, Dirigenten und Komponisten Joseph Joachim und dem Komponisten und Dirigenten Max Bruch und arbeitete auch einige Zeit in Deutschland. Es zog ihn aber zurück in die USA und nach Hollywood, wo er 1928 an seinem ersten Film mitwirkte: Zeit des Flieders (Lilac Time). Im Jahr 1942 trat er der Producers Releasing Corporation bei und war an mehreren ihrer Filme beteiligt, wie beispielsweise Baby Face Morgan, Tomorrow We Live, Queen of Broadway (alle 1942), Corregidor, Hitler – Dead or Alive, My Son, the Hero und Girls in Chains (alle 1943). Im Jahr 1943 entstand außerdem das Action-Drama Isle of Forgotten Sins, das auf einer Südseeinsel spielt, wiederum in Zusammenarbeit mit Edgar G. Ulmer, mit dem ihn seit seiner Zusammenarbeit in Tomorrow We Live, My Son, the Hero und Girls in Chains eine Freundschaft verband, die zu einer häufigen und produktiven Zusammenarbeit führte. Erdody war in vielen Filmen von Ulmer als Musikdirektor tätig.
Auch in dem 1944 entstandenen Horrorthriller Bluebeard führte Ulmer Regie. Der Film spielt in Paris, wo ein Maler seine Models, nachdem er sie porträtiert hat, erwürgt. 1945 erhielt Leo Erdody zusammen mit Ferde Grofé eine Oscar-Nominierung in der Kategorie „Beste Filmmusik“ (Musikfilm) für das Filmdrama Minstrel Man. Die Auszeichnung ging jedoch an Carmen Dragon und Morris Stoloff und den Musicalfilm Es tanzt die Göttin. 
In dem Krimidrama Stimme aus dem Jenseits von 1945, in dem ein junger Mann träumt, dass seine Mutter sich in einen gefährlichen Mann verliebt, führte wiederum Ulmer Regie, während Erdody für die Musik zuständig war. Im selben Jahr drehte er dann noch, erneut in Zusammenarbeit mit Ulmer, den Film noir Umleitung, in dem es um Zufallsereignisse geht. Zusammen mit Bluebeard zählen die beiden letztgenannten Filme zu den besten und klügsten B-Filmen aller Zeiten, zudem ist der Low-Budget-Film Umleitung einer der am intensivsten untersuchten Filme dieses Genres. Die Musik in Erdodys Filmen war lebhaft und erfindungsreich. Er verstand es, seine Musik mit beispielsweise Werken von Mussorgski und Brahms anzureichern und den Aktionen der Szenenbilder derart anzupassen, dass dadurch auch der innere Zustand der Personen sichtbar wurde, was besonders die Filme Bluebeard und Umleitung über B-Filme hinaushebt. Umleitung fand sogar Eingang ins National Film Registry. Bluebeard und Stimme aus dem Jenseits wurden außerdem 50 Jahre nach ihrem Erscheinen in speziellen DVD-Editionen veröffentlicht.  Der 1948 entstandene Abenteuerfilm Miraculous Journey, der einen Flugzeugabsturz im Dschungel zum Thema hat, sollte der letzte Film des Komponisten werden. 
Erdodys Tod, er starb an den Folgen von Arteriosklerose, kam ziemlich überraschend und war für Edgar G. Ulmer, der in vielen seiner Filme mit Erdody zusammengearbeitet hatte, eine Tragödie. Er soll darüber nie hinweggekommen sein.

## Filmografie (Auswahl)
- 1928: Zeit des Flieders (Lilac Time)
- 1930: Bright Lights (Autor: Come Along!)
- 1941: Bad Man of Deadwood
- 1941: Outlaws of Cherokee Trail
- 1941: King of the Texas Rangers
- 1941: Down Mexico Way
- 1941: Gauchos of El Dorado
- 1941: The Devil Pays Off
- 1941: West of Cimarron
- 1942: Man from Cheyenne
- 1942: Cowboy Serenade
- 1942: South of Santa Fe
- 1942: Stagecoach Express
- 1942: Heart of the Rio Grande
- 1942: Shepherd of the Ozarks
- 1942: Sunset on the Desert
- 1942: Home in Wyomin’
- 1942: Romance on the Range
- 1942: The Cyclone Kid
- 1942: The Phantom Plainsmen
- 1942: Sons of the Pioneers
- 1942: Tumbleweed Trail
- 1942: Um Leben und Tod (Law and Order)
- 1942: Shadows on the Sage
- 1942: Sunset Serenade
- 1942: Tomorrow We Live (Autor: Juke Box Gal, Senorita Chula)
- 1942: The Boss of Big Town
- 1942: Baby Face Morgan (als Leon Erdody)
- 1942: Hitler – Dead or Alive
- 1942: Queen of Broadway
- 1943: Tal der Vergeltung (Fugitive of the Plains)
- 1943: My Son, the Hero
- 1943: Dead Men Walk
- 1943: Western Cyclone
- 1943: Terror in Texas (Wolves of the Range)
- 1943: Isle of Forgotten Sins (Lyrik und Musik: In Pango, Sleepy Island Moon)
- 1943: Jive Junction (Lyrik und Musik: In a Little Music Shop, Mother Earth, Jive Junction,
Cock a Doodle Doo, Where Is Love, We’re Just In-Between, A-Doo-Dee-Doo-Doo)
- 1944: Minstrel Man
- 1944: Bluebeard
- 1944: Murder in the Blue Room (Autor: A Doo-Dee-Doo-Doo)
- 1945: Stimme aus dem Jenseits (Strange Illusion)
- 1945: Apology for Murder
- 1945: White Pongo
- 1945: Umleitung (Detour)
(Performer: Waltz Op. 64 No. 2 in cis-Moll, Waltz Op. 39 in As-Dur nach  Frédéric Chopin)
- 1946: The Flying Serpent
- 1946: Murder Is My Business
- 1946: Larceny in Her Heart
- 1946: Blonde for a Day
- 1946: Money Madness
- 1947: Blonde Savage
- 1947: The Return of Rin Tin Tin
- 1948: Gier nach Geld (Money Madness)
- 1948: Lady at Midnight

– Opern –
- Peasants Love
- The Terrible Meek

## Auszeichnung
- 1945: Oscarnominierung für Minstrel Man